# Бак Лију
Бак Лију (виј. Bạc Liêu) је град у Вијетнаму у покрајини Бак Лију. Према резултатима пописа 2009. у граду је живело 188.863 становника.